# Moussa Marega
Moussa Marega, född 14 april 1991 i Les Ulis, Frankrike, är en malisk fotbollsspelare som spelar för Al-Diriyah.

## Klubbkarriär
Den 10 maj 2021 värvades Marega av saudiska Al-Hilal, där han skrev på ett treårskontrakt.

## Landslagskarriär
Marega debuterade för Malis landslag den 25 mars 2015 i en 4–3-förlust mot Gabon.